# 京都造園高等職業訓練校
京都造園高等職業訓練校（きょうとぞうえんこうとうしょくぎょうくんれんこう）は認定職業訓練による職業能力開発校。京都府造園協同組合が設立した職業訓練法人京都造園職業訓練協会が運営する。

## 概要
認定職業訓練施設のため、定款および法の規定で、会員・法人（会社）の子弟もしくは従業員を入校条件としている。
京都府造園協同組合は江戸時代に引き続いて商売を続けていた京都の植木屋仲間が明治3年、「社中申合」取りきめ、京都植木商社として結束を計ったことに始まり、明治l8年京都府の「同業組合準則布達」にともない、明治20年「京都園芸業組合御認可願」を京都府知事に提出し、認可を受けて設立した京都園芸業組合が前身。
現在組合の多くの事業のうち、職業訓練事業や指導教育事業があり、技術指導・技術（造園技術と設計製図、積算、造園デザインその他）関係の講習会や経営指導（経営・経営管理・雇用管理等の研修会、事務代行から会計帳簿、建設業許可手続き指導）、税務指導（集合・記帳方法・決算の方法・申告書の書き方などの講習会）などを行っている。

## 沿革
- 1971年（昭和46年）- 昭和44年の職業訓練法の制定にともない、設立計画。
- 1975年（昭和50年）- 2回にわたる理事会で計画審議。
- 1976年（昭和51年）3月 - 理事会で設置を決定し、京都府知事あてに認定申請。
- 1976年（昭和51年）4月1日 - 京都府知事の認可に基づき京都造園高等職業訓練校を設置し、開校式及び第1回入校式を挙行。
- 1977年（昭和52年）- 10月に職業訓練法人の設立認可申請書を提出し、12月に職業訓練法人京都造園職業訓練協会の知事認可を受ける。養成訓練および、成人訓練も含め開始。

## 訓練科
- 普通課程：園芸サービス系造園科（1年）
- 短期課程：造園科

## 所在地
- 京都市右京区梅津堤上町16